# Карлајл (Оклахома)
Карлајл (енгл. Carlisle) насељено је место без административног статуса у америчкој савезној држави Оклахома.

## Демографија
По попису из 2010. године број становника је 606, што је 43 (-6,6%) становника мање него 2000. године.
| Група             | 2000.       | 2010.       |
| Белци             | 423 (65,2%) | 373 (61,6%) |
| Афроамериканци    | 21 (3,2%)   | 12 (2,0%)   |
| Азијати           | 2 (0,3%)    | 0 (0,0%)    |
| Хиспаноамериканци | 16 (2,5%)   | 4 (0,7%)    |
| Укупно            | 649         | 606         |